# Sentier cathare

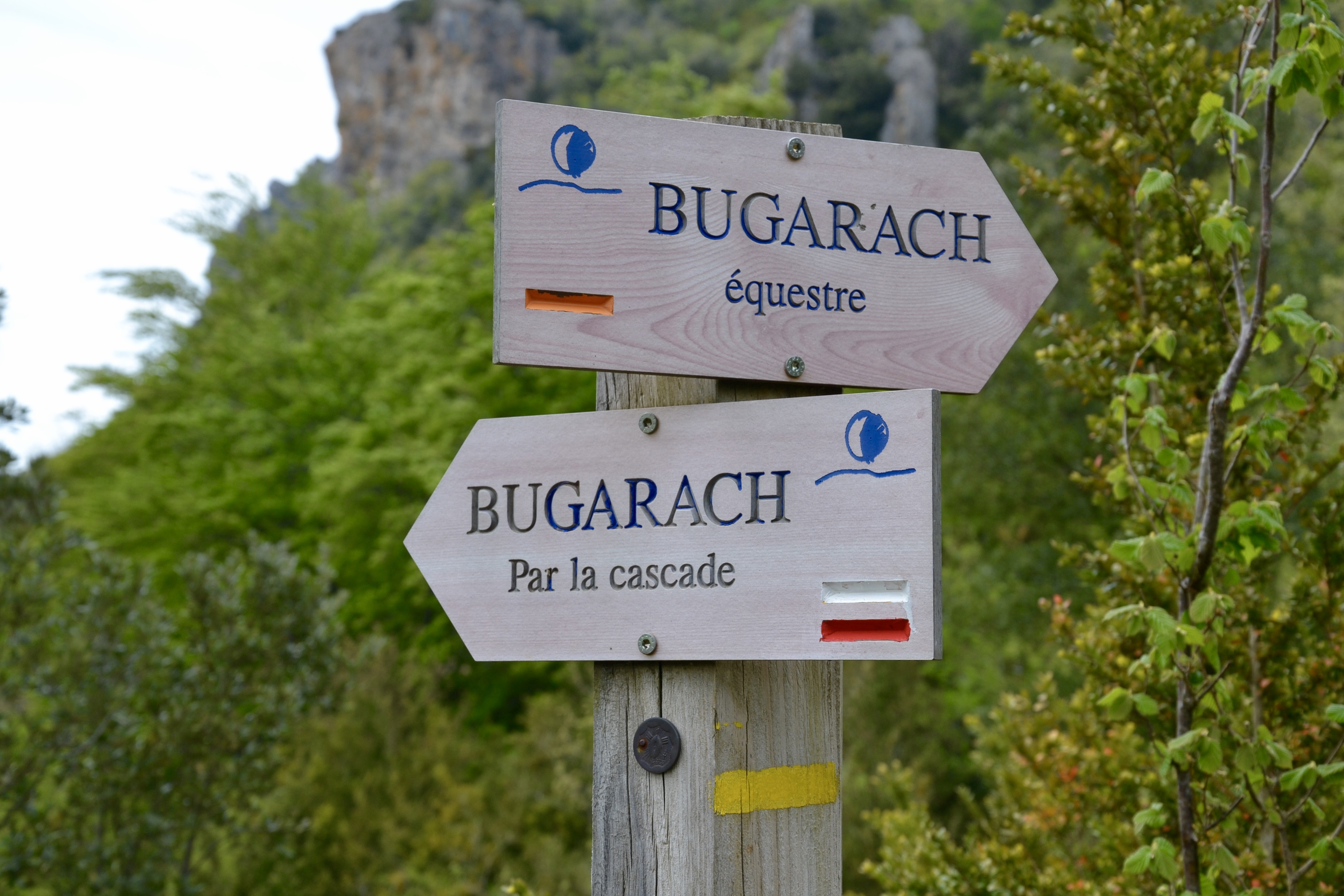
Balisage au pied du pech de Bugarach, dans l'Aude.

Le sentier cathare (GR 367) est un chemin de grande randonnée français qui relie Port-la-Nouvelle dans l'Aude à Foix en Ariège. Cet itinéraire pédestre en douze étapes permet de découvrir plusieurs châteaux du pays cathare, en région Occitanie.

## Liste des étapes

### Itinéraire complet par variante nord
Il existe plusieurs variantes du sentier. Certaines parties peuvent également se faire à cheval ou en VTT.
Voici la liste des étapes classiques, selon la variante nord, avec les curiosités à visiter le long du sentier.
1. de Port-la-Nouvelle à Durban-Corbières, 26 km
  1. Château de Durban
2. de Durban-Corbières à Padern, 28 km
  1. Château d'Aguilar
  2. Château de Padern
3. de Padern à Duilhac-sous-Peyrepertuse, 14 km
  1. Château de Quéribus
  2. Château de Peyrepertuse
4. [début de la variante nord] de Duilhac-sous-Peyrepertuse aux Gorges de Galamus, 14 km
  1. Gorges de Galamus
5. des Gorges de Galamus à Bugarach, 18 km
  1. Pech de Bugarach
6. de Bugarach à Quillan, 23 km
7. de Quillan à Puivert, 18 km [fin de la variante nord]
  1. Château de Puivert
8. de Puivert à Espezel, 16 km
9. d'Espezel à Comus, 20 km
10. de Comus à Montségur, 13 km
  1. Gorges de la Frau
  2. Château de Montségur
11. de Montségur à Roquefixade, 15 km
  1. Château de Roquefixade
12. de Roquefixade à Foix, 16 km
  1. Château de Foix

### Variante sud
La variante sud remplace les étapes 4 à 7 de l'itinéraire complet ci-dessus.
- de Duilhac-sous-Peyrepertuse à Prugnanes, 17,5 km
- de Prugnanes à Puilaurens, 15 km
  - Château de Puilaurens
- de Puilaurens à Marsa, 26,5 km
- de Marsa à Puivert, 27,5 km
  - Château de Puivert

## Galerie

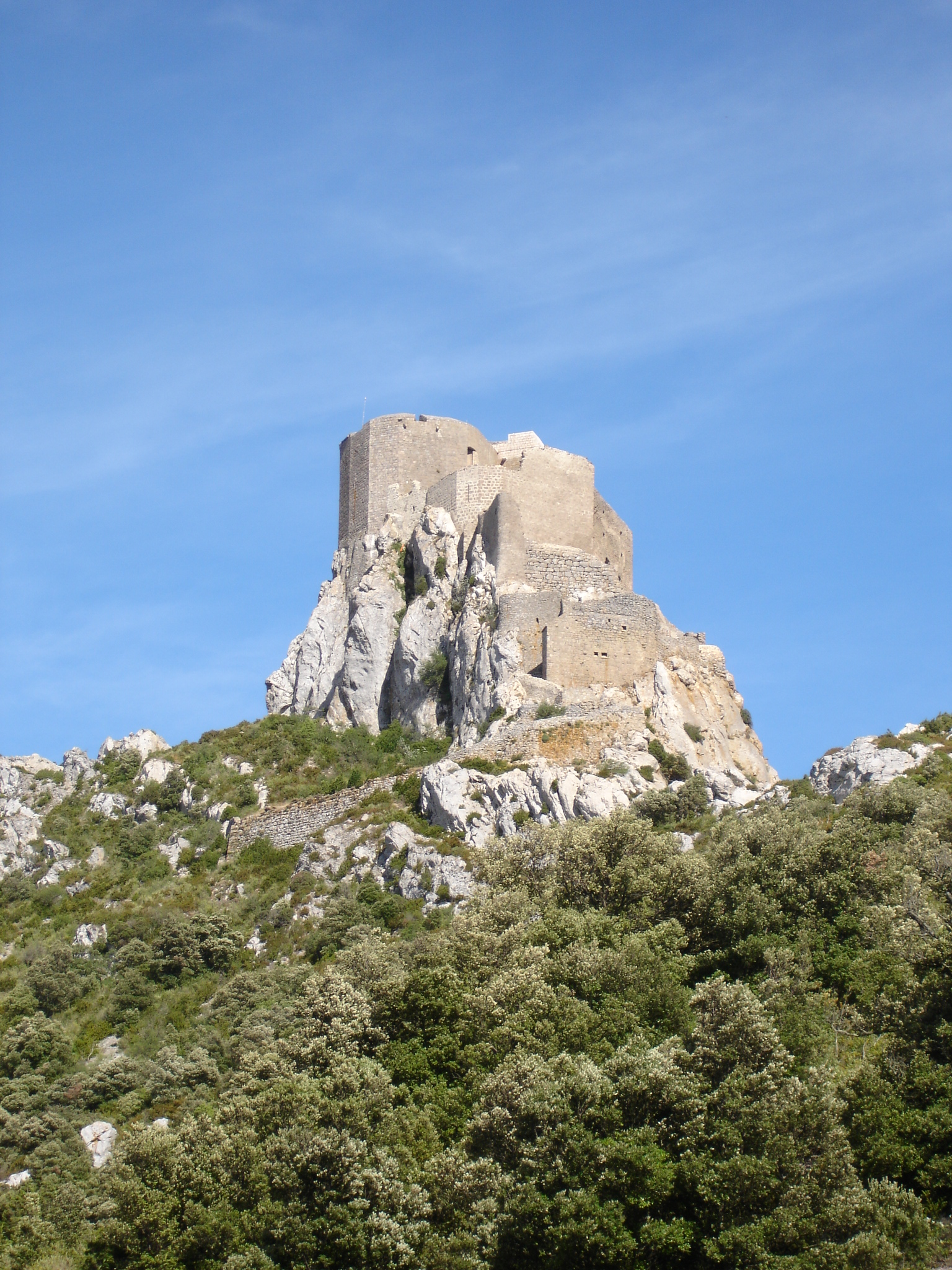
Le château de Quéribus.
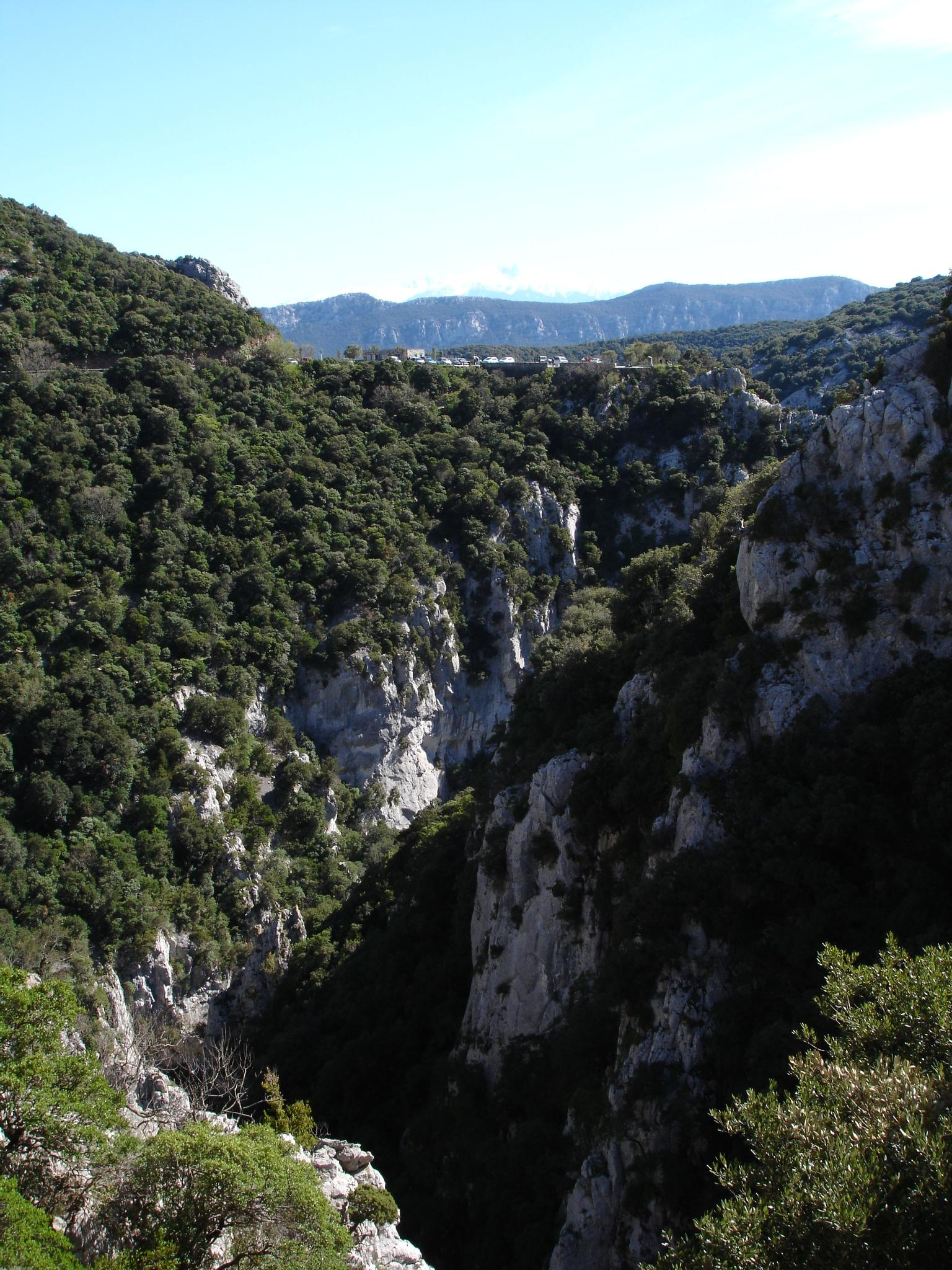
Les gorges de Galamus.